# Krzysztof Zalewski (koszykarz)
Krzysztof Zalewski (ur. 1956) – polski koszykarz, występujący na pozycji obrońcy, medalista mistrzostw Polski.

## Osiągnięcia
Drużynowe
- Brązowy medalista mistrzostw Polski (1978)
- Awans do najwyższej klasy rozgrywkowej z ŁKS-em Łódź (1980)